# Maulévrier-Sainte-Gertrude
Maulévrier-Sainte-Gertrude là một xã thuộc tỉnh Seine-Maritime trong vùng Normandie miền bắc nước Pháp.

## Huy hiệu
| Arms of Maulévrier-Sainte-Gertrude | The arms of Maulévrier-Sainte-Gertrude are blazoned: Quarterly 1: Argent, a tower sable open and pierced of the field; 2: Azure, a greyhound argent, collared gules; 3: Azure, a fess wavy argent, overall a crozier Or palewise; 4: Argent 3 millrinds gules. |

## Dân số
| 1962                                 | 1968 | 1975 | 1982 | 1990 | 1999 | 2006 |
| ------------------------------------ | ---- | ---- | ---- | ---- | ---- | ---- |
| 572                                  | 621  | 685  | 905  | 922  | 905  | 928  |
| Từ năm 1962: Dân số không tính trùng |      |      |      |      |      |      |